# بازتابنده گوشه‌ای

اصل کار از یک بازتابنده گوشه

بازتابنده گوشه (به انگلیسی: Corner reflector) یک پس‌بازتابگر متشکل از سه صفحه است که دو به دو برهم عمودند و امواج را به‌طور مستقیم به سمت منبع بازتاب می‌کنند، اما بازتاب‌ها انتقال یافته‌اند. سه سطح متقاطع اغلب به شکل مربع است. منعکس‌کننده‌های گوشه‌ای ساخته شده از فلز، برای منعکس کردن امواج دستگاه رادار استفاده می‌شوند. منعکس‌کننده‌های گوشه ایِ نوری، مکعب‌های گوشه‌ای نامیده می‌شوند، که ساخته شده از منشور شیشه‌ای سه پهلو می‌باشد، که در نقشه‌برداری و فاصله یابی با لیزر کاربرد دارند.

## اصل کارکرد
پرتو ورودی سه بار منعکس شده، هر بار با یک سطح که باعث عکس شدن جهت می‌شود.

بازتابنده ی زاویه ای نوعی بازتابنده ی راداری که از سه سطح رسانای عمود برهم تشکیل شده است این بازتابنده امواج الکترو مغناطیسی را به طرف منبع خود برمی گرداند با استفاده از آن می توان موقعیت کشتی ها را با استفاده از رادار بهتر تشخیص داد.

مقایسه اثر پس‌بازتابگر گوشه‌ای (۱) و کروی (۲) برای سه پرتو نور. سطوح بازتابنده به رنگ آبی تیره هستند.

## در رادارها
بسته به طول موجی که در رادار‌ها استفاده می‌شود، رادار نمی تواند اشیا  کوچکتر از طول موج را تشخیص دهد. در بعضی قایق‌های کوچک(مثلا: قایقی برای کمک به یک کشتی آمده) یا شناورهایی که به عنوان علامت رو ی آب شناورند را به این بازتابکننده تجهیز می‌کنند تا در رادار دیده شوند(رادار کشتی ها) و باعث برخود نشود.

## در اپتیک

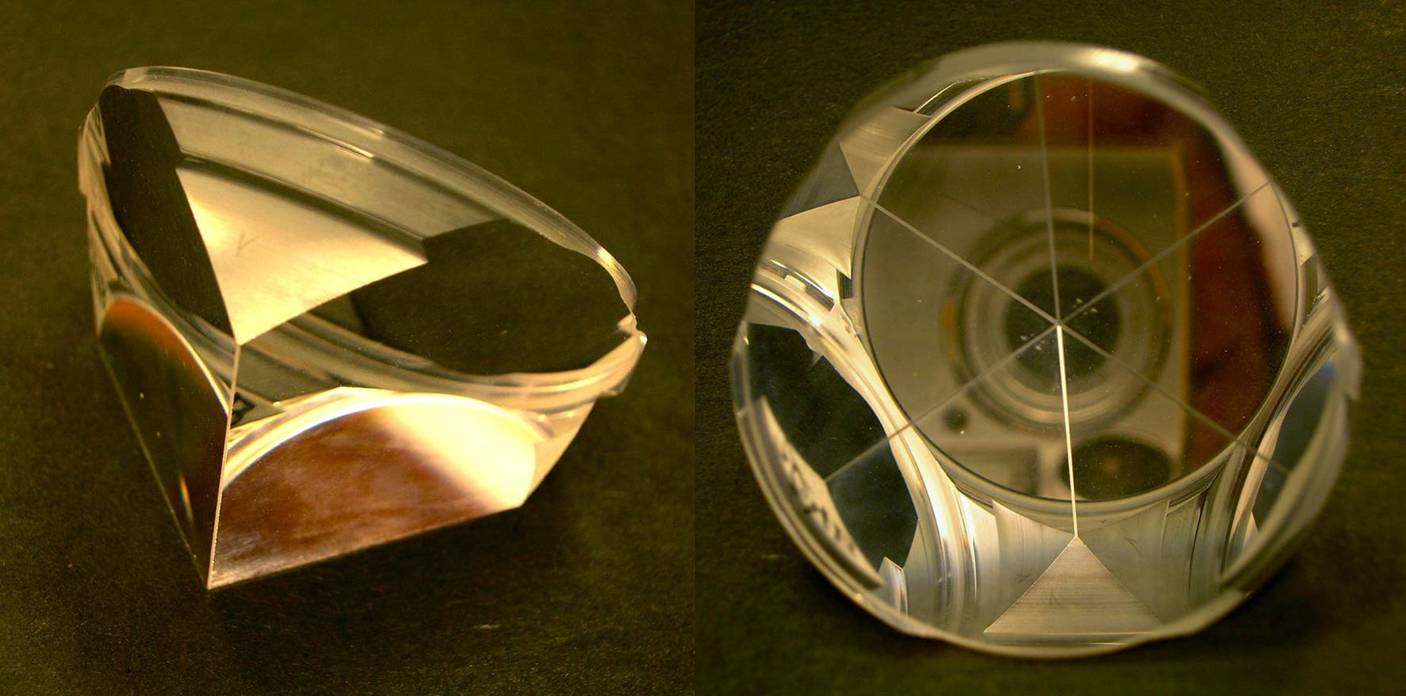
بازتابنده مکعب گوشه‌ای

## جستارهای وا،بسته
- https://en.wikipedia.org/wiki/Cat's%20eye%20(road) Cat's eye reflector
- LAGEOS
- Lunar Laser Ranging Experiment
- eLiE